# 京都五山
京都五山，是日本京都五所著名佛教临济宗寺庙的并称。
镰仓幕府末期，幕府仿照南宋的临济宗五山，命名了五所寺庙为“镰仓五山”。镰仓幕府灭亡后，后醍醐天皇推行建武新政，命名了京都五山以取代原有的镰仓五山。后在南北朝时期，五山成为足利幕府的主要支持力量之一。
京都五山包括：
1. 天龙寺
2. 相国寺
3. 建仁寺
4. 东福寺
5. 万寿寺

另外，南禪寺原在建武新政時為京都五山之一，於室町時代時被足利義滿列为别格，位在五山之上，是日本禅宗最高寺庙。

## 历史

### 起源
五山体系最初建立于南宋宁宗时期，效仿印度的五圣堂和十塔。
镰仓幕府采取了保护新兴临济宗的政策，以对抗现有教派等现有力量，在分配因政治冲突和战争而受到影响的庄园和封地的同时，其中一些是寺庙和神社领地，包括幕府领地在内的管理委托给禅宗寺庙。
根据今枝相丸的理论，镰仓幕府首先被称为五山的是镰仓守前神社，“最初的五山仅限于镰仓”[1]。 根据今枝的说法，在建武新政府的领导下，京都的大德寺和南禅寺被认为是五山中的第一座，建仁寺和东福寺等各种寺庙也被添加到五山中[1]。 

### 五山和幕府
室町时代的足利义满在幕府将军的第 3 年（1386 年），南禅寺被单独列为五山之神，京都的天龙寺、爱黑寺、建仁寺、东福寺、万寿寺、镰仓的剑长寺、圆觉寺、十福寺、净知寺和净妙寺分别被决定为五山，成为后来五山系统的基础。 

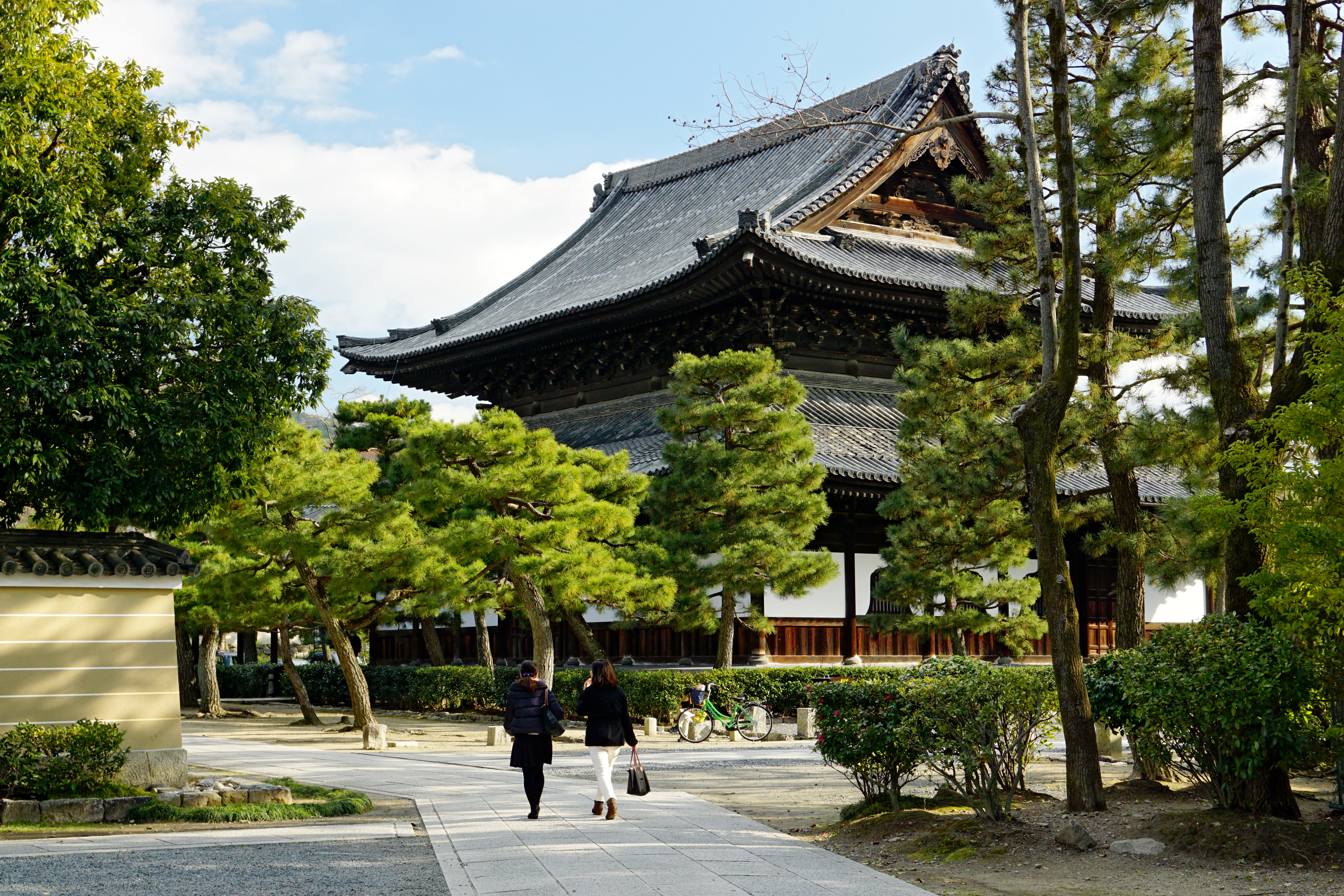
建仁寺
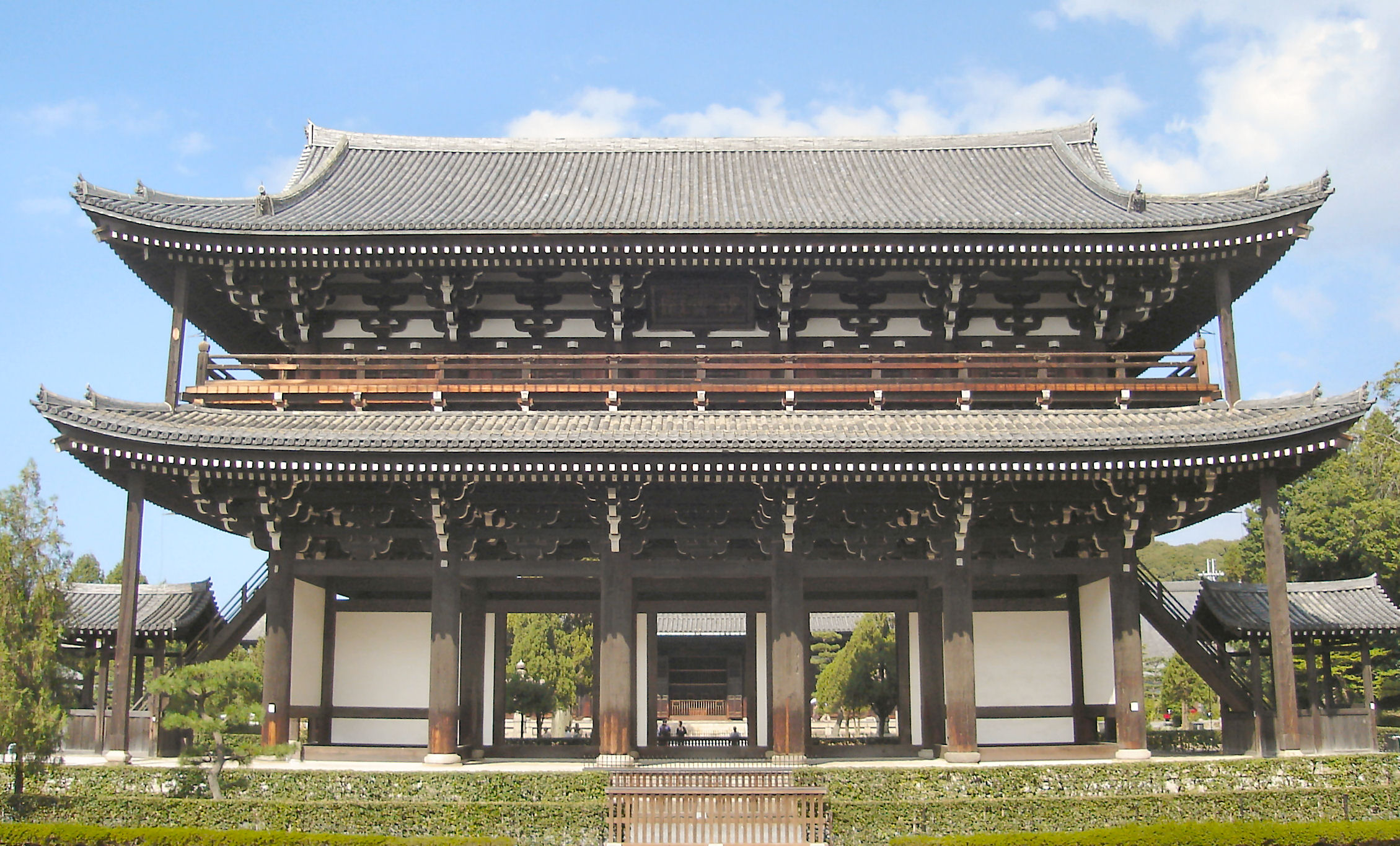
東福寺
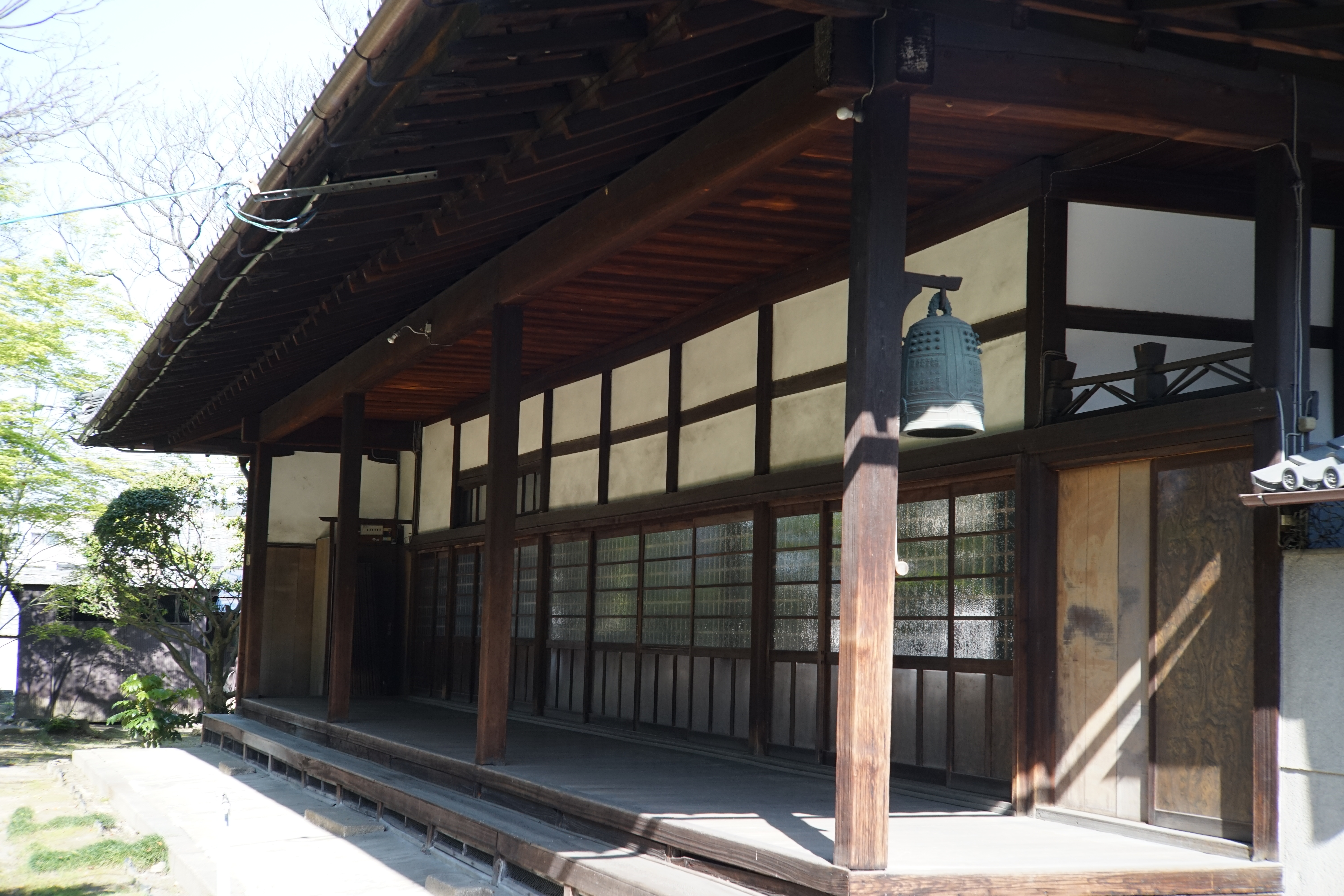
万寿寺

## 相關項目
- 日本佛教
- 五山文學
- 足利義昭
- 日本寺院列表